# Piyapong Pue-on
Piyapong Pue-on (ปิยะพงษ์ ผิวอ่อน; Prachuap Khiri Khan, 14 novembre 1959) è un ex calciatore thailandese, di ruolo attaccante.

## Statistiche

### Cronologia presenze e reti in nazionale
| Cronologia completa delle presenze e delle reti in nazionale ― Thailandia | Cronologia completa delle presenze e delle reti in nazionale ― Thailandia | Cronologia completa delle presenze e delle reti in nazionale ― Thailandia | Cronologia completa delle presenze e delle reti in nazionale ― Thailandia | Cronologia completa delle presenze e delle reti in nazionale ― Thailandia | Cronologia completa delle presenze e delle reti in nazionale ― Thailandia | Cronologia completa delle presenze e delle reti in nazionale ― Thailandia | Cronologia completa delle presenze e delle reti in nazionale ― Thailandia |
| Data                                                                      | Città                                                                     | In casa                                                                   | Risultato                                                                 | Ospiti                                                                    | Competizione                                                              | Reti                                                                      | Note                                                                      |
| ------------------------------------------------------------------------- | ------------------------------------------------------------------------- | ------------------------------------------------------------------------- | ------------------------------------------------------------------------- | ------------------------------------------------------------------------- | ------------------------------------------------------------------------- | ------------------------------------------------------------------------- | ------------------------------------------------------------------------- |
| 22-4-1981                                                                 | Madinat al-Kuwait                                                         | Kuwait                                                                    | 6 – 0                                                                     | Thailandia                                                                | Qual. Mondiali 1982                                                       | -                                                                         |                                                                           |
| 24-4-1981                                                                 | Madinat al-Kuwait                                                         | Corea del Sud                                                             | 5 – 1                                                                     | Thailandia                                                                | Qual. Mondiali 1982                                                       | -                                                                         | 45’                                                                       |
| 27-4-1981                                                                 | Madinat al-Kuwait                                                         | Malaysia                                                                  | 2 – 2                                                                     | Thailandia                                                                | Qual. Mondiali 1982                                                       | -                                                                         |                                                                           |
| 16-6-1981                                                                 | Seul                                                                      | Thailandia                                                                | 2 – 0                                                                     | Liechtenstein                                                             | 1981 President's Cup                                                      | -                                                                         |                                                                           |
| 20-6-1981                                                                 | Seul                                                                      | Thailandia                                                                | 3 – 1                                                                     | Indonesia                                                                 | 1981 President's Cup                                                      | 1                                                                         |                                                                           |
| 22-6-1981                                                                 | Seul                                                                      | Malta                                                                     | 2 – 0                                                                     | Thailandia                                                                | 1981 President's Cup                                                      | -                                                                         | ?’                                                                        |
| 1-9-1981                                                                  | Kuala Lumpur                                                              | Thailandia                                                                | 3 – 1                                                                     | Singapore                                                                 | Pestabola Merdeka 1981                                                    | -                                                                         |                                                                           |
| 10-9-1981                                                                 | Kuala Lumpur                                                              | Thailandia                                                                | 1 – 7                                                                     | Iraq                                                                      | Pestabola Merdeka 1981                                                    | -                                                                         |                                                                           |
| 16-9-1981                                                                 | Kuala Lumpur                                                              | Thailandia                                                                | 1 – 1                                                                     | Corea del Sud                                                             | Pestabola Merdeka 1981                                                    | -                                                                         |                                                                           |
| 9-11-1981                                                                 | Bangkok                                                                   | Thailandia                                                                | 2 – 1                                                                     | Singapore                                                                 | 1981 King's Cup                                                           | -                                                                         |                                                                           |
| 11-11-1981                                                                | Bangkok                                                                   | Thailandia                                                                | 1 – 0                                                                     | Pakistan                                                                  | 1981 King's Cup                                                           | 1                                                                         |                                                                           |
| 13-11-1981                                                                | Bangkok                                                                   | Thailandia                                                                | 2 – 0                                                                     | Indonesia                                                                 | 1981 King's Cup                                                           | -                                                                         |                                                                           |
| 15-11-1981                                                                | Bangkok                                                                   | Thailandia                                                                | 2 – 0                                                                     | Malaysia                                                                  | 1981 King's Cup                                                           | 2                                                                         |                                                                           |
| 17-11-1981                                                                | Bangkok                                                                   | Thailandia                                                                | 0 – 1                                                                     | Cina                                                                      | 1981 King's Cup                                                           | -                                                                         |                                                                           |
| 24-11-1981                                                                | Bangkok                                                                   | Thailandia                                                                | 2 – 1                                                                     | Corea del Nord                                                            | 1981 King's Cup                                                           | 1                                                                         |                                                                           |
| 8-12-1981                                                                 | Manila                                                                    | Malaysia                                                                  | 2 – 2                                                                     | Thailandia                                                                | Giochi del Sud-est asiatico 1981                                          | 2                                                                         |                                                                           |
| 11-12-1981                                                                | Manila                                                                    | Thailandia                                                                | 3 – 3                                                                     | Birmania                                                                  | Giochi del Sud-est asiatico 1981                                          | 2                                                                         |                                                                           |
| 13-12-1981                                                                | Manila                                                                    | Thailandia                                                                | 2 – 0                                                                     | Indonesia                                                                 | Giochi del Sud-est asiatico 1981                                          | 2                                                                         |                                                                           |
| 15-12-1981                                                                | Manila                                                                    | Thailandia                                                                | 2 – 1                                                                     | Malaysia                                                                  | Giochi del Sud-est asiatico 1981                                          | 2                                                                         |                                                                           |
| 1-5-1982                                                                  | Bangkok                                                                   | Thailandia                                                                | 1 – 1                                                                     | Singapore                                                                 | 1982 King's Cup                                                           | 1                                                                         |                                                                           |
| 3-5-1982                                                                  | Bangkok                                                                   | Thailandia                                                                | 2 – 0                                                                     | Filippine                                                                 | 1982 King's Cup                                                           | -                                                                         |                                                                           |
| 7-5-1982                                                                  | Bangkok                                                                   | Thailandia                                                                | 3 – 1                                                                     | Nepal                                                                     | 1982 King's Cup                                                           | 1                                                                         |                                                                           |
| 9-5-1982                                                                  | Bangkok                                                                   | Thailandia                                                                | 0 – 3                                                                     | Corea del Sud                                                             | 1982 King's Cup                                                           | -                                                                         |                                                                           |
| 11-5-1982                                                                 | Bangkok                                                                   | Thailandia                                                                | 3 – 1                                                                     | Indonesia                                                                 | 1982 King's Cup                                                           | -                                                                         |                                                                           |
| 13-5-1982                                                                 | Bangkok                                                                   | Thailandia                                                                | 1 – 0                                                                     | Singapore                                                                 | 1982 King's Cup                                                           | -                                                                         |                                                                           |
| 15-5-1982                                                                 | Bangkok                                                                   | Thailandia                                                                | 2 – 2                                                                     | Singapore                                                                 | 1982 King's Cup                                                           | 1                                                                         |                                                                           |
| 17-5-1982                                                                 | Bangkok                                                                   | Thailandia                                                                | 0 – 0 dts (4-3 dtr)                                                       | Corea del Sud                                                             | 1982 King's Cup                                                           | -                                                                         |                                                                           |
| 19-11-1982                                                                | Nuova Delhi                                                               | Arabia Saudita                                                            | 1 – 0                                                                     | Thailandia                                                                | Giochi asiatici 1982                                                      | -                                                                         |                                                                           |
| 22-11-1982                                                                | Nuova Delhi                                                               | Corea del Nord                                                            | 3 – 0                                                                     | Thailandia                                                                | Giochi asiatici 1982                                                      | -                                                                         |                                                                           |
| 24-11-1982                                                                | Nuova Delhi                                                               | Thailandia                                                                | 3 – 1                                                                     | Siria                                                                     | Giochi asiatici 1982                                                      | 1                                                                         |                                                                           |
| 29-5-1983                                                                 | Singapore                                                                 | Thailandia                                                                | 5 – 0                                                                     | Indonesia                                                                 | Giochi del Sud-est asiatico 1983                                          | 2                                                                         |                                                                           |
| 31-5-1983                                                                 | Singapore                                                                 | Thailandia                                                                | 2 – 1                                                                     | Brunei                                                                    | Giochi del Sud-est asiatico 1983                                          | 2                                                                         |                                                                           |
| 2-6-1983                                                                  | Singapore                                                                 | Birmania                                                                  | 1 – 0                                                                     | Thailandia                                                                | Giochi del Sud-est asiatico 1983                                          | -                                                                         |                                                                           |
| 4-6-1983                                                                  | Singapore                                                                 | Thailandia                                                                | 1 – 1 dts (3-0 dtr)                                                       | Malaysia                                                                  | Giochi del Sud-est asiatico 1983                                          | -                                                                         |                                                                           |
| 6-6-1983                                                                  | Singapore                                                                 | Singapore                                                                 | 1 – 2                                                                     | Thailandia                                                                | Giochi del Sud-est asiatico 1983                                          | 1                                                                         |                                                                           |
| 18-7-1983                                                                 | Pechino                                                                   | Hong Kong                                                                 | 1 – 1 dts (3-4 dtr)                                                       | Thailandia                                                                | 1983 Great Wall Cup                                                       | 1                                                                         |                                                                           |
| 20-7-1983                                                                 | Pechino                                                                   | Cina                                                                      | 2 – 1                                                                     | Thailandia                                                                | 1983 Great Wall Cup                                                       | 1                                                                         |                                                                           |
| 6-8-1984                                                                  | Giacarta                                                                  | Indonesia                                                                 | 2 – 1                                                                     | Thailandia                                                                | Qual. Coppa d'Asia 1984                                                   | -                                                                         |                                                                           |
| 9-8-1984                                                                  | Giacarta                                                                  | Thailandia                                                                | 3 – 0                                                                     | Filippine                                                                 | Qual. Coppa d'Asia 1984                                                   | 2                                                                         |                                                                           |
| 11-8-1984                                                                 | Giacarta                                                                  | Thailandia                                                                | 0 – 5                                                                     | Iran                                                                      | Qual. Coppa d'Asia 1984                                                   | -                                                                         |                                                                           |
| 13-8-1984                                                                 | Giacarta                                                                  | Thailandia                                                                | 3 – 2                                                                     | Siria                                                                     | Qual. Coppa d'Asia 1984                                                   | -                                                                         |                                                                           |
| 15-8-1984                                                                 | Giacarta                                                                  | Thailandia                                                                | 2 – 1                                                                     | Bangladesh                                                                | Qual. Coppa d'Asia 1984                                                   | -                                                                         |                                                                           |
| 8-12-1985                                                                 | Bangkok                                                                   | Thailandia                                                                | 1 – 1                                                                     | Malaysia                                                                  | Giochi del Sud-est asiatico 1985                                          | 1                                                                         |                                                                           |
| 12-12-1985                                                                | Bangkok                                                                   | Thailandia                                                                | 7 – 0                                                                     | Filippine                                                                 | Giochi del Sud-est asiatico 1985                                          | 2                                                                         |                                                                           |
| 15-12-1985                                                                | Bangkok                                                                   | Thailandia                                                                | 7 – 0                                                                     | Indonesia                                                                 | Giochi del Sud-est asiatico 1985                                          | 2                                                                         |                                                                           |
| 18-12-1985                                                                | Bangkok                                                                   | Thailandia                                                                | 2 – 0                                                                     | Singapore                                                                 | Giochi del Sud-est asiatico 1985                                          | -                                                                         |                                                                           |
| 20-9-1986                                                                 | Taegu                                                                     | Emirati Arabi Uniti                                                       | 2 – 1                                                                     | Thailandia                                                                | Giochi asiatici 1986                                                      | 1                                                                         |                                                                           |
| 25-9-1986                                                                 | Taegu                                                                     | Thailandia                                                                | 0 – 0                                                                     | Oman                                                                      | Giochi asiatici 1986                                                      | -                                                                         |                                                                           |
| 27-9-1986                                                                 | Taegu                                                                     | Thailandia                                                                | 1 – 2                                                                     | Iraq                                                                      | Giochi asiatici 1986                                                      | -                                                                         |                                                                           |
| 29-9-1986                                                                 | Taegu                                                                     | Pakistan                                                                  | 0 – 6                                                                     | Thailandia                                                                | Giochi asiatici 1986                                                      | 3                                                                         |                                                                           |
| 10-9-1987                                                                 | Giacarta                                                                  | Thailandia                                                                | 3 – 1                                                                     | Brunei                                                                    | Giochi del Sud-est asiatico 1987                                          | 2                                                                         |                                                                           |
| 14-9-1987                                                                 | Giacarta                                                                  | Indonesia                                                                 | 0 – 0                                                                     | Thailandia                                                                | Giochi del Sud-est asiatico 1987                                          | -                                                                         |                                                                           |
| 16-9-1987                                                                 | Giacarta                                                                  | Thailandia                                                                | 0 – 2                                                                     | Malaysia                                                                  | Giochi del Sud-est asiatico 1987                                          | -                                                                         |                                                                           |
| 19-9-1987                                                                 | Giacarta                                                                  | Thailandia                                                                | 4 – 0                                                                     | Birmania                                                                  | Giochi del Sud-est asiatico 1987                                          | 2                                                                         |                                                                           |
| 14-1-1998                                                                 | Bangkok                                                                   | Thailandia                                                                | 3 – 3                                                                     | Indonesia                                                                 | 1988 King's Cup                                                           | 1                                                                         |                                                                           |
| 11-8-1988                                                                 | Giacarta                                                                  | Cina                                                                      | 2 – 0                                                                     | Thailandia                                                                | 1988 Indonesian Independence Cup                                          | -                                                                         |                                                                           |
| 30-1-1989                                                                 | Bangkok                                                                   | Thailandia                                                                | 3 – 0                                                                     | Indonesia                                                                 | 1989 King's Cup                                                           | 2                                                                         |                                                                           |
| 19-2-1989                                                                 | Bangkok                                                                   | Thailandia                                                                | 1 – 0                                                                     | Bangladesh                                                                | Qual. Mondiali 1990                                                       | 1                                                                         |                                                                           |
| 23-2-1989                                                                 | Bangkok                                                                   | Thailandia                                                                | 0 – 3                                                                     | Iran                                                                      | Qual. Mondiali 1990                                                       | -                                                                         |                                                                           |
| 28-2-1989                                                                 | Bangkok                                                                   | Thailandia                                                                | 0 – 3                                                                     | Cina                                                                      | Qual. Mondiali 1990                                                       | -                                                                         | 5’                                                                        |
| 8-3-1989                                                                  | Dacca                                                                     | Bangladesh                                                                | 3 – 1                                                                     | Thailandia                                                                | Qual. Mondiali 1990                                                       | -                                                                         | 79’                                                                       |
| 22-8-1989                                                                 | Kuala Lumpur                                                              | Thailandia                                                                | 3 – 0                                                                     | Birmania                                                                  | Giochi del Sud-est asiatico 1989                                          | 2                                                                         |                                                                           |
| 24-8-1989                                                                 | Kuala Lumpur                                                              | Singapore                                                                 | 1 – 1                                                                     | Thailandia                                                                | Giochi del Sud-est asiatico 1989                                          | 1                                                                         |                                                                           |
| 28-8-1989                                                                 | Kuala Lumpur                                                              | Malaysia                                                                  | 1 – 0                                                                     | Thailandia                                                                | Giochi del Sud-est asiatico 1989                                          | -                                                                         |                                                                           |
| 30-8-1989                                                                 | Kuala Lumpur                                                              | Indonesia                                                                 | 1 – 1 dts (8-7 dtr)                                                       | Thailandia                                                                | Giochi del Sud-est asiatico 1989                                          | -                                                                         |                                                                           |
| 25-11-1991                                                                | Manila                                                                    | Singapore                                                                 | 0 – 0                                                                     | Thailandia                                                                | Giochi del Sud-est asiatico 1991                                          | -                                                                         |                                                                           |
| 27-11-1991                                                                | Manila                                                                    | Thailandia                                                                | 4 – 0                                                                     | Birmania                                                                  | Giochi del Sud-est asiatico 1991                                          | -                                                                         |                                                                           |
| 2-12-1991                                                                 | Manila                                                                    | Filippine                                                                 | 2 – 6                                                                     | Thailandia                                                                | Giochi del Sud-est asiatico 1991                                          | -                                                                         |                                                                           |
| 10-2-1993                                                                 | Bangkok                                                                   | Thailandia                                                                | 1 – 0                                                                     | Cina                                                                      | 1993 King's Cup                                                           | 1                                                                         |                                                                           |
| 18-4-1993                                                                 | Tokyo                                                                     | Thailandia                                                                | 4 – 1                                                                     | Bangladesh                                                                | Qual. Mondiali 1994                                                       | 3                                                                         |                                                                           |
| 28-4-1993                                                                 | Dubai                                                                     | Thailandia                                                                | 0 – 1                                                                     | Giappone                                                                  | Qual. Mondiali 1994                                                       | -                                                                         | 38’                                                                       |
| 3-5-1993                                                                  | Dubai                                                                     | Sri Lanka                                                                 | 0 – 3                                                                     | Thailandia                                                                | Qual. Mondiali 1994                                                       | 3                                                                         |                                                                           |
| 5-5-1993                                                                  | Dubai                                                                     | Bangladesh                                                                | 1 – 4                                                                     | Thailandia                                                                | Qual. Mondiali 1994                                                       | 2                                                                         |                                                                           |
| 7-6-1993                                                                  | Singapore                                                                 | Thailandia                                                                | 2 – 0                                                                     | Birmania                                                                  | Giochi del Sud-est asiatico 1993                                          | 1                                                                         |                                                                           |
| 11-6-1993                                                                 | Singapore                                                                 | Brunei                                                                    | 2 – 5                                                                     | Thailandia                                                                | Giochi del Sud-est asiatico 1993                                          | 1                                                                         |                                                                           |
| 13-6-1993                                                                 | Singapore                                                                 | Laos                                                                      | 1 – 4                                                                     | Thailandia                                                                | Giochi del Sud-est asiatico 1993                                          | 2                                                                         |                                                                           |
| 15-6-1993                                                                 | Singapore                                                                 | Thailandia                                                                | 2 – 0                                                                     | Malaysia                                                                  | Giochi del Sud-est asiatico 1993                                          | -                                                                         |                                                                           |
| 17-6-1993                                                                 | Singapore                                                                 | Thailandia                                                                | 1 – 0                                                                     | Indonesia                                                                 | Giochi del Sud-est asiatico 1993                                          | -                                                                         |                                                                           |
| 20-6-1993                                                                 | Singapore                                                                 | Birmania                                                                  | 3 – 4                                                                     | Thailandia                                                                | Giochi del Sud-est asiatico 1993                                          | -                                                                         |                                                                           |
| 9-2-1997                                                                  | Bangkok                                                                   | Thailandia                                                                | 1 – 1                                                                     | Giappone                                                                  | 1997 King's Cup                                                           | -                                                                         | 65’ 90’                                                                   |
| 11-2-1997                                                                 | Bangkok                                                                   | Thailandia                                                                | 0 – 0                                                                     | Svezia                                                                    | 1997 King's Cup                                                           | -                                                                         | 60’                                                                       |
| 16-2-1997                                                                 | Bangkok                                                                   | Thailandia                                                                | 1 – 3                                                                     | Svezia                                                                    | 1997 King's Cup                                                           | -                                                                         | 52’                                                                       |
| 2-3-1997                                                                  | Bangkok                                                                   | Thailandia                                                                | 1 – 3                                                                     | Corea del Sud                                                             | Qual. Mondiali 1998                                                       | 1                                                                         | 46’                                                                       |
| 9-3-1997                                                                  | Bangkok                                                                   | Thailandia                                                                | 2 – 0                                                                     | Hong Kong                                                                 | Qual. Mondiali 1998                                                       | -                                                                         | 52’                                                                       |
| 30-3-1997                                                                 | Hong Kong                                                                 | Hong Kong                                                                 | 3 – 2                                                                     | Thailandia                                                                | Qual. Mondiali 1998                                                       | -                                                                         |                                                                           |
| 21-5-1997                                                                 | Bangkok                                                                   | Thailandia                                                                | 0 – 0                                                                     | Irlanda del Nord                                                          | Amichevole                                                                | -                                                                         |                                                                           |
| 12-10-1997                                                                | Giacarta                                                                  | Thailandia                                                                | 4 – 0                                                                     | Cambogia                                                                  | Giochi del Sud-est asiatico 1997                                          | 1                                                                         | 46’                                                                       |
| 16-10-1997                                                                | Giacarta                                                                  | Thailandia                                                                | 2 – 1                                                                     | Vietnam                                                                   | Giochi del Sud-est asiatico 1997                                          | -                                                                         | 46’                                                                       |
| 18-10-1997                                                                | Giacarta                                                                  | Indonesia                                                                 | 1 – 1 dts (2-4 dtr)                                                       | Thailandia                                                                | Giochi del Sud-est asiatico 1997                                          | -                                                                         | 91’                                                                       |
| Totale                                                                    |                                                                           | Presenze                                                                  | 91                                                                        |                                                                           | Reti                                                                      | 62                                                                        |                                                                           |

## Palmarès

### Club

#### Competizioni nazionali
- Campionato sudcoreano: 1

Seoul: 1985